# 社会主义替代 (俄罗斯)

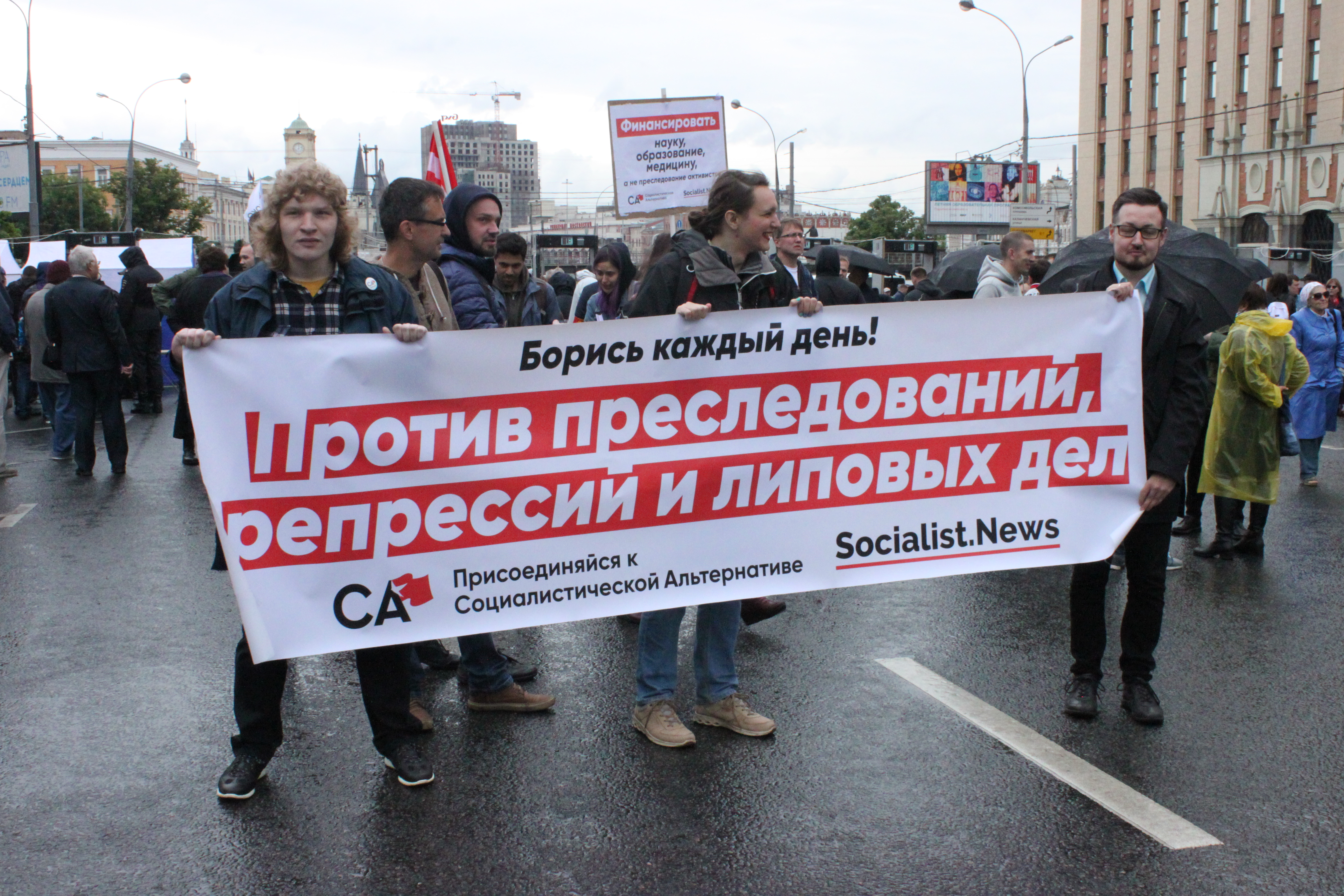
社会主义替代成员参与反对镇压的集会

社会主义替代（羅馬化：Socialisticheskaya Alternative）是俄罗斯的一个托洛茨基主义政党。该党成立于2009年，当时取名为工人国际委员会俄罗斯支部。2016年初，该党改用现名。该党的意识形态是社会主义、马克思主义、托洛茨基主义。该党的政治立场是极左翼。该党的总部位于莫斯科。该党出版刊物《社会主义替代》。该党是国际社会主义替代的支部。